# Ауд-Воссемер
Ауд-Воссемер (нід. Oud-Vossemeer) — село в нідерландській провінції Зеландія. Входить до муніципалітету Толен.
Його площа — 20,43 км², а населення станом на 2021 рік становило 2730 осіб.
Перша згадка про населений пункт датується 1410 роком.
До 1971 року мало статус окремого муніципалітету.

## Галерея

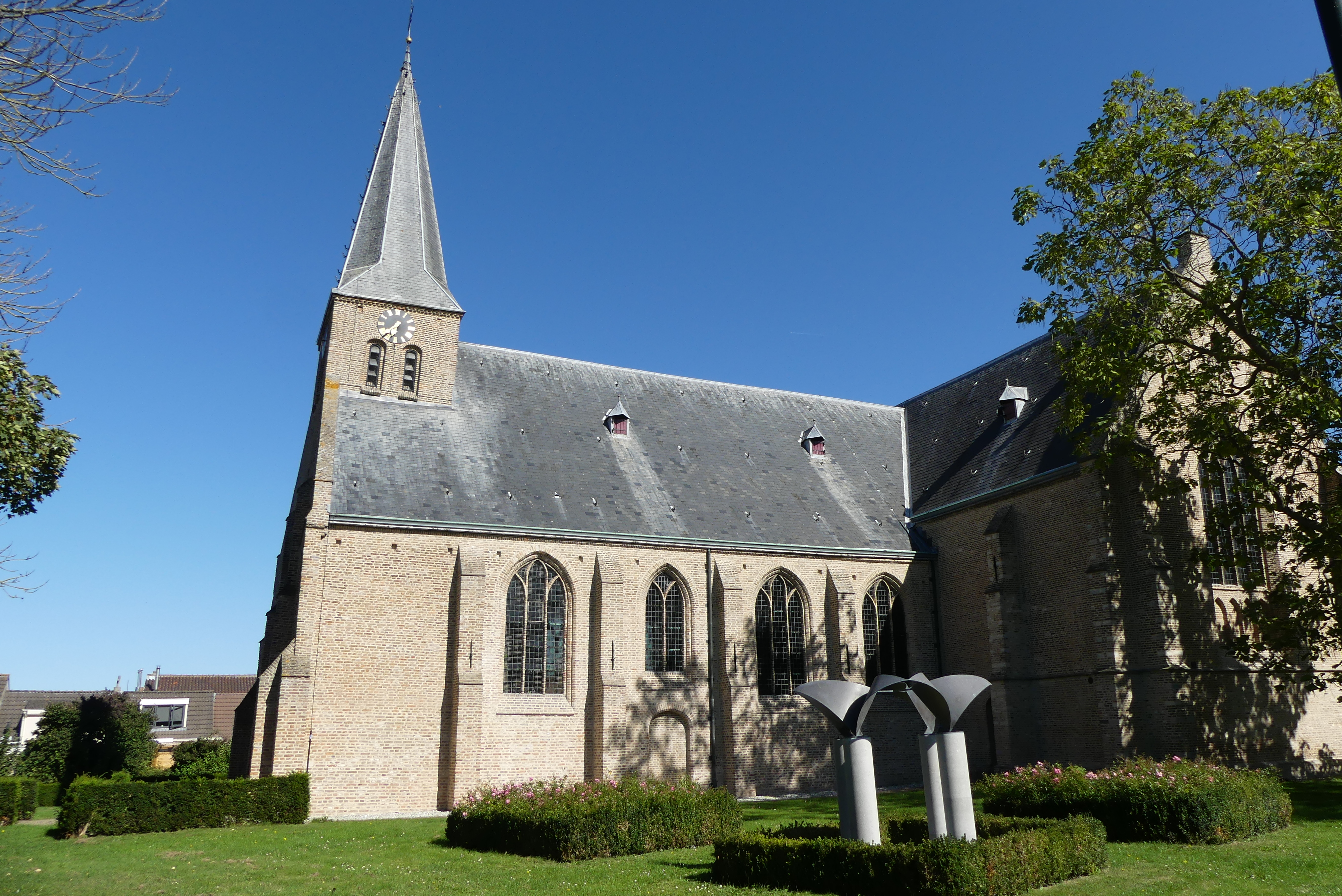
Реформістська церква
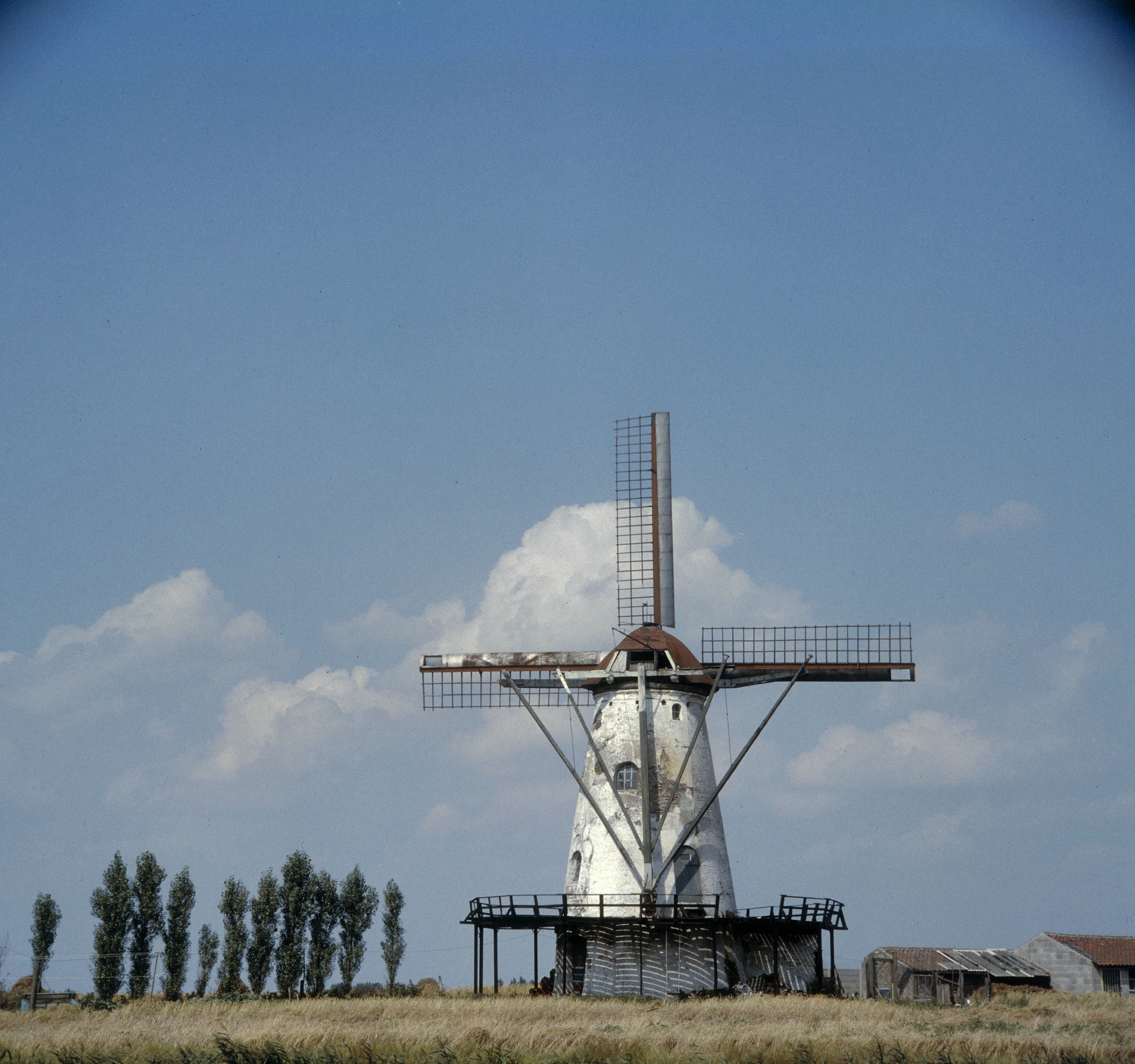
Вітряк De Jager
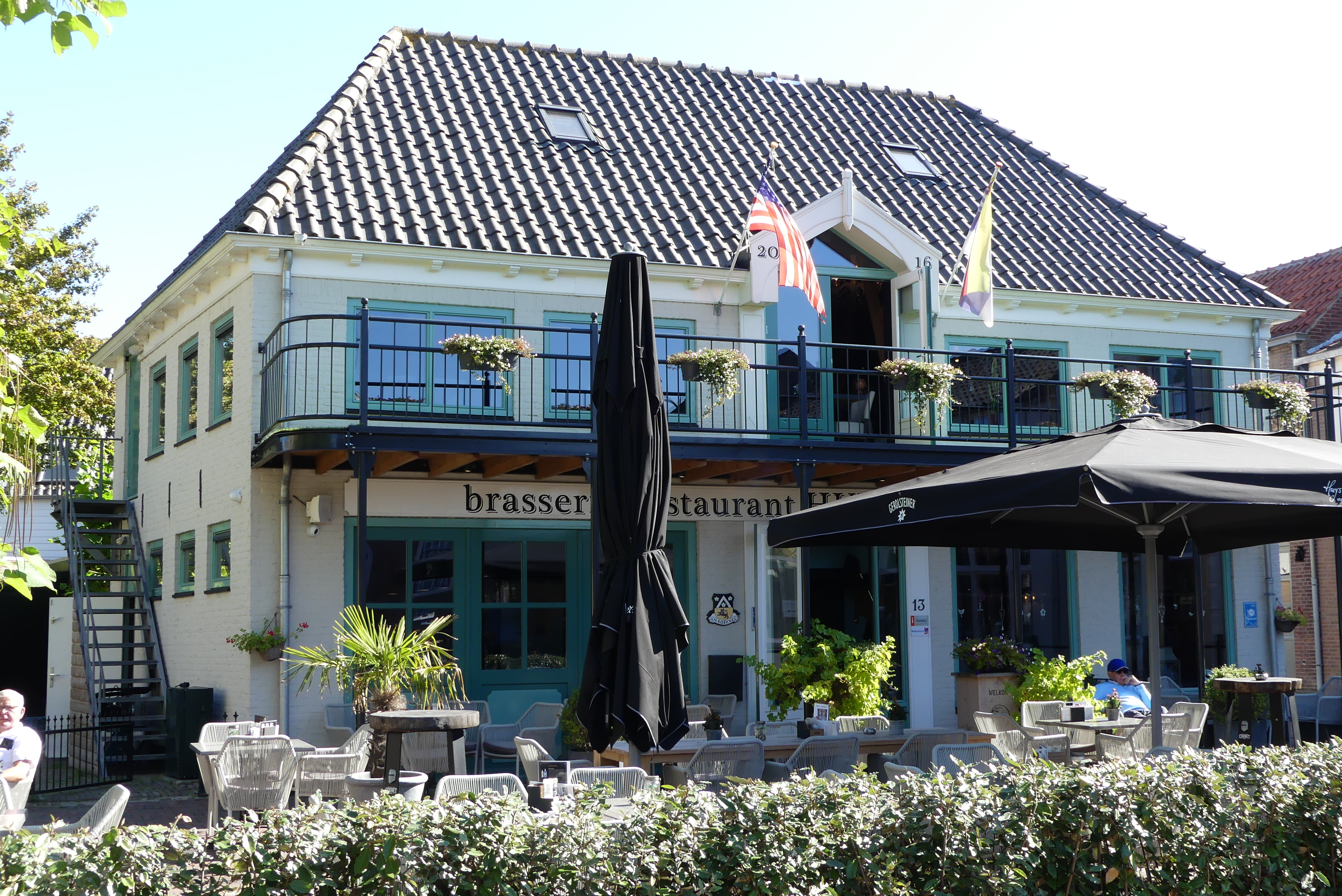
Ресторан Huys van Roosevelt
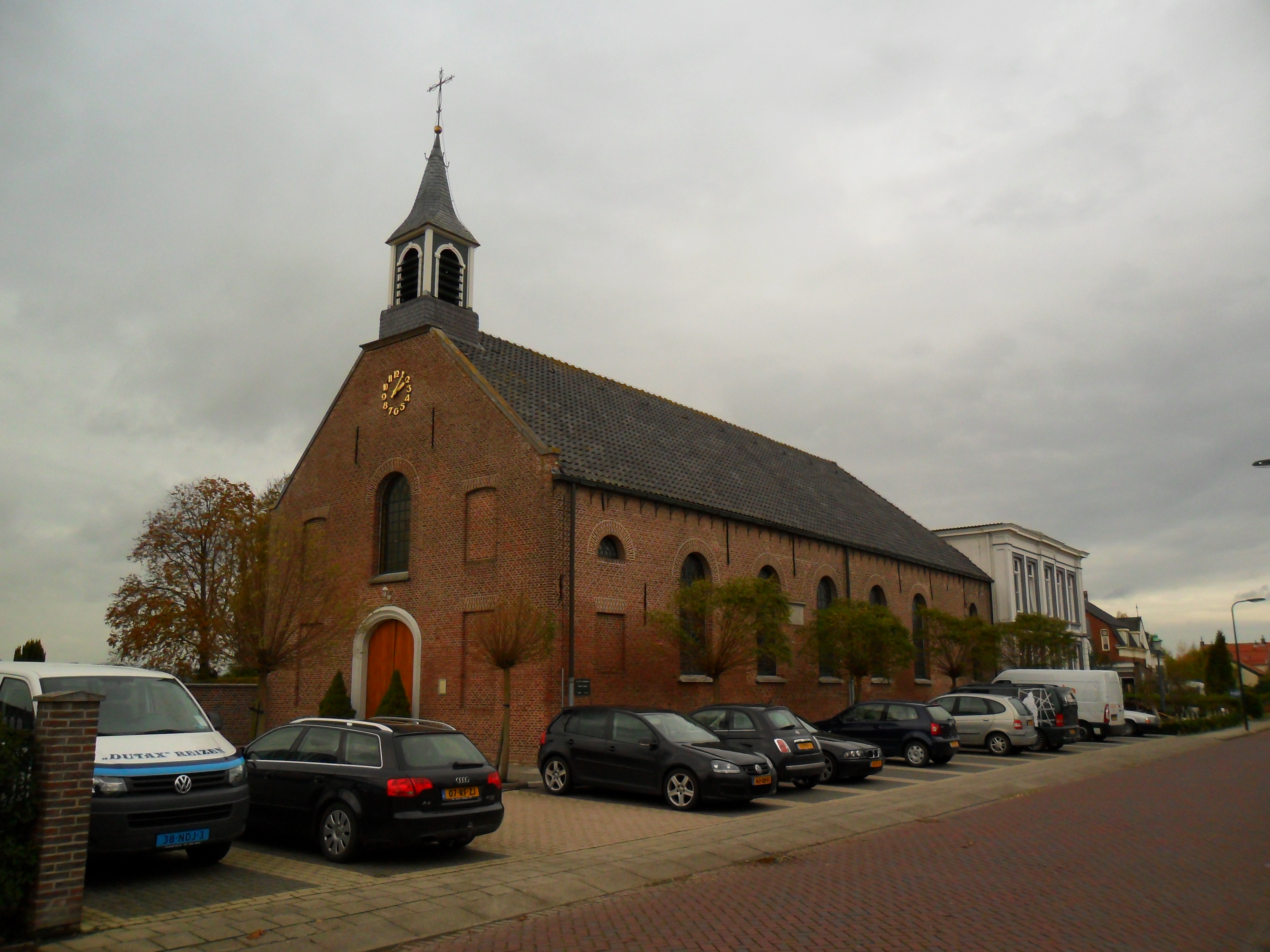
Церква св. Віллібрордуса